# Anthomyia koreana
Anthomyia koreana este o specie de muște din genul Anthomyia, familia Anthomyiidae, descrisă de Suh și Kae Kyoung Kwon în anul 1985.
Este endemică în South Korea. Conform Catalogue of Life specia Anthomyia koreana nu are subspecii cunoscute.